# Colônia Santa Isabel
A Colônia Santa Isabel foi fundada em Santa Catarina em 1847 por imigrantes alemães da região do Hunsrück, Renânia-Palatinado. Seu nome deve-se à recém nascida filha do imperador Pedro II do Brasil, Princesa Isabel, nascida em 29 de julho de 1846. Está situada atualmente em territórios dos municípios de Rancho Queimado e Águas Mornas.

## História da Colônia
A colonização germânica de Santa Catarina insere-se na conjuntura do governo imperial em fomentar a ocupação do território sul do Brasil com iniciativas agrícolas com povoação europeia. Junto à Colônia de São Pedro de Alcântara, a Colônia de Santa Isabel foi pioneira da colonização alemã em Santa Catarina.
O diplomata suíco Johann Jakob von Tschudi visitou Santa Isabel em 1861, reportando o sucesso do empreendimento em seu livro  A colônia deixou de receber subvenção oficial quando houve a emancipação., Mais tarde, a colônia tornaria em distrito de paz.

## Diretores da Colônia
Fonte:
| Diretor                         | Nomeação               | Exoneração             |
| Joaquim Xavier Neves            | 1847                   |                        |
| Joaquim José de Sousa Corcoroca | 1860                   | 15 de dezembro de 1865 |
| Theodor Todeschini              | 15 de dezembro de 1865 | 19 de outubro de 1868  |
| Gaspar Xavier Neves             | 19 de outubro de 1868  | 11 de junho de 1869    |

A colônia foi emancipada em 11 de junho de 1869, pela lei provincial nº 628, extinguindo-se automaticamente o cargo de diretor da colônia.